# Астахов, Павел Алексеевич
Па́вел Алексе́евич Аста́хов (род. 8 сентября 1966 года, Москва) — российский государственный деятель, адвокат, телеведущий, писатель. Действительный государственный советник Российской Федерации 1 класса (2011).
С 26 декабря 2009 по 9 сентября 2016 года занимал должность уполномоченного при президенте Российской Федерации по правам ребёнка. В ноябре 2016 года возобновил адвокатскую деятельность. Член экспертного совета Агентства стратегических инициатив, член правления РСПП, руководитель группы по законодательству и правовому обеспечению безопасности предпринимательской деятельности РСПП. Доктор юридических наук, кавалер ордена Почёта, заслуженный юрист Российской Федерации (2024).

## Биография
Родился 8 сентября 1966 года в Москве, отец был чиновником в полиграфии, мать — педагог (недоступная ссылка). Прадед Павла Астахова был казацким атаманом, стал прототипом одного из героев «Тихого Дона». Дед работал в ОГПУ с В. Р. Менжинским.
Павел Астахов провёл детство в Зеленограде, где окончил десять классов средней школы № 609. После этого отслужил в Пограничных войсках КГБ СССР на границе с Финляндией. Закончил службу старшиной.
После службы поступил в Высшую школу КГБ СССР. Выучив там шведский язык, окончил вуз в 1991 году. В 2002 году окончил двухсеместровую магистратуру школы права Питтсбургского университета (США).
Владеет шведским, английским, французским, испанским языками.

## Адвокатская деятельность
С 1991 года занимается юридической практикой.
В начале 1990-х, по его словам, работал в Испании.
С 1994 года — член Московской городской коллегии адвокатов.
В 1994 году создал свою адвокатскую группу, которая в 2003 году была преобразована в «Коллегию адвокатов Павла Астахова» под его председательством.
С 2002 года — адвокат Адвокатской палаты города Москвы.
В 2006 году создал и возглавил «Школу адвокатского мастерства Павла Астахова».
После того, как он покинул пост уполномоченного по правам ребенка в 2016 году, возобновил адвокатскую практику.

### Известные дела
- В 1995 году в составе адвокатской группы участвовал в деле Валентины Соловьёвой, выступая в защите её мужа[20]. Впоследствии, по некоторым данным, защищал[21] и саму Валентину Соловьёву, основателя финансовой пирамиды «Властилина», по обвинению в обмане около 17 тысяч вкладчиков на сумму 536,7 миллиардов (неденоминированных) рублей. В 1999 году Соловьёва была приговорена к семи годам лишения свободы с конфискацией имущества за мошенничество в особо крупных размерах. Год спустя Астахов содействовал её условно-досрочному освобождению[22].
- В 2000 году защищал бывшего кадрового сотрудника военно-технической разведки ВМС США Эдмонда Поупа (Edmond Pope), арестованного сотрудниками ФСБ России по обвинению в шпионаже[23], впервые со времён Гэри Пауэрса в 1960 году[24]. По информации российских спецслужб, Поуп пытался получить секретную информацию о скоростной подводной ракете «Шквал»[23]. Поуп был приговорён к 20 годам лишения свободы[24], однако через неделю был помилован Владимиром Путиным[25], предположительно по договоренности с американской стороной[26] (у 54-летнего осуждённого была обнаружена редкая форма рака кости[24]).
- В 2000—2001 гг., вместе с Генри Резником, защищал Владимира Гусинского, главу оппозиционного холдинга «Медиа-Мост»[27][28]. Гусинский был задержан Генпрокуратурой 13 июня 2000 года во время дачи показаний и заключен в изолятор Бутырской тюрьмы. Через три дня ему было предъявлено обвинение в мошенничестве в особо крупных размерах. По версии следствия, он вместе с руководителями государственного предприятия «Русское видео» изъял из собственности государства имущества на сумму свыше 10 млн долларов. По ходатайству адвокатов Гусинский был освобожден под подписку о невыезде, а позже удалось добиться прекращения уголовного дела, и тот смог вылететь в Испанию[27].
- Защищал честь и достоинство наследников академика Ландау после недостоверной газетной публикации[29][30].
- В 2004 году защищал известного российского дирижёра Владимира Спивакова в деле против ООО «Меридиан», которое стало претендовать на все доходы Международного дома Музыки на основании договора с предыдущим руководством. Арбитражный суд Москвы признал договор незаключённым, а Владимир Спиваков вернул контроль над доходами учреждения[31][32].
- В 2004—2005 годах защищал интересы издательского дома «Коммерсантъ» в суде против Альфа-банка, пытавшегося взыскать более 300 млн рублей после публикации статьи о финансовых проблемах у банковской группы: публикация привела к тому, что вкладчики стали массово забирать вклады из банка. Первоначально иск был удовлетворен; в апелляционной и кассационной инстанциях Астахову удалось снизить требуемую сумму убытков с 20,5 млн до 10,5 млн руб. и «репутационного вреда» с 300 до 30 млн руб. на основании того, что исходные суммы претензий не были должным образом обоснованы[33][аффилированный источник?][34][аффилированный источник?][35].
- В 2006 году выступал адвокатом мэра Волгограда Евгения Ищенко, обвинённого в злоупотреблении должностными полномочиями, незаконном участии в предпринимательской деятельности и хранении боеприпасов. По первому обвинению Ищенко был оправдан, а по двум другим был приговорён к одному году лишения свободы и освобождён в зале суда, так как уже отбыл этот срок в предварительном заключении.[36][37] Дело Ищенко послужило основой для романа «Мэр»[38].
- Выступал защитником Никиты Михалкова против Караулова (дело о вырубка леса) и Манского (дело о клевете).[39][40][41][42]
- Среди клиентов также были мэр Москвы Юрий Лужков, председатель Счётной палаты России Сергей Степашин, министр культуры Михаил Швыдкой, представители российского шоу-бизнеса Кристина Орбакайте, Аркадий Укупник, Лада Дэнс, Ирина Понаровская, Филипп Киркоров, Алена Свиридова, группа «Динамит», Бари Алибасов, Алексей Глызин, Coco Павлиашвили[32][43].

## В политике
С ноября 2007 года является лидером и сопредседателем всероссийского движения «За Путина».
В 2008 году был избран в Общественную палату Российской Федерации от «Диабетического общества инвалидов» Брянской области, которому ранее оказывал помощь. Вошёл в Комиссию по коммуникациям, информационной политике и свободе слова в средствах массовой информации, а также в Межкомиссионную рабочую группу по организации экспертной деятельности Общественной палаты. За время работы в Общественной палате создал Центр защиты журналистов. Его полномочия как члена Общественной палаты были прекращены в связи с назначением на должность Уполномоченного при Президенте РФ по правам ребёнка.

## Уполномоченный при президенте РФ по правам ребёнка

На встрече с Дмитрием Медведевым 2 февраля 2010 года

### Назначение
30 декабря 2009 года указом президента Российской Федерации Д. А. Медведева был назначен уполномоченным при президенте Российской Федерации по правам ребёнка, сменив на этом посту Алексея Голованя. В декабре 2011 года получил высший классный чин государственной службы — действительного государственного советника Российской Федерации 1 класса.
Вступив в должность уполномоченного, за первые два года посетил почти все субъекты Российской Федерации с инспекцией детских домов, интернатов, коррекционных центров, детских колоний, оздоровительных и спортивных лагерей, домов матери и ребёнка, больниц, школ и других детских учреждений.
7 мая 2012 года по истечении мандата детского омбудсмена В. Путин продлил полномочия Астахова на ещё один трёхлетний срок.

### Известные дела и происшествия
- Резонанс в прессе в период омбудсменства Астахова получили такие дела, как дело семьи Бергсет[55][56][57][58][59][60], Пошон[61], Максима Кузьмина, Светланы Давыдовой[62][63] и др.
- Неоднократно защищал российских детей, усыновлённых за границей, что было отмечено В. В. Путиным во время обсуждения в рамках прямой линии[64][65]:

Пускай Павел <...> который занимается этим профессионально <...> Я, кстати говоря, вижу, как он настойчиво, я бы сказал, даже иногда резко и последовательно борется за интересы детей России и здесь, в стране, и за рубежом — и в регионы ездит, и за границу выезжает. По-моему, его где-то даже бояться уже начинают, и это очень хорошо.
—  Специальная программа «Разговор с Владимиром Путиным. Продолжение»

- Выступил против закона о снижении возраста привлечения к уголовной ответственности с 14 до 12 лет для малолетних убийц, насильников и прочих подростков, совершивших тяжкие и особо тяжкие преступления[67][68][69]. Ранее он неоднократно заявлял о том, что в России существует «педофильское лобби»[70]. Свою позицию объяснил тем, что, по его словам, «современные российские юноши» достигают «психофизиологической зрелости» только к 20 годам[71]. А до тех пор они, хотя и в состоянии совершить разнообразные преступления, ещё не могут «осознавать в полной мере характер и значение совершаемых ими действий и руководить ими»[71].

### Критика деятельности омбудсмена
- Некоторые активисты противники введения в России ювенальной юстиции обвиняли П. Астахова в её лоббировании[72]. В то же время сам П. Астахов высказывался категорически против этой системы[73].
- По словам некоторых общественных деятелей, работа П. Астахова чрезмерно освещалась в СМИ, привлекая внимание к его личности[74].
- Некоторые общественные деятели указывали на нелогичную позицию П. Астахова в отношении запрета международного усыновления[75], указывая на более высокий процент возвратов и жестокого обращения с детьми в России, чем за рубежом[76]. Также критике подверглось широкое информационное освещение случаев жестокого обращения с усыновлёнными детьми за границей[75]. Вместе с тем, президент Дмитрий Медведев во время встречи с П. Астаховым в декабре 2011 года призвал, чтобы ни один случай жестокого обращения с российскими детьми за границей не оставался без внимания:

Я хотел бы, чтобы вы её более внимательно изучили вместе со следственными структурами и министерством иностранных дел... В любом случае, каждый такой случай не должен оставаться без нашего внимания
— президент Д. Медведев, 3 декабря 2011
- Критике подвергалась позиция П. Астахова по расформированию детских домов, с передачей детей для воспитания в приёмные семьи[79]. Опасения, что приёмные родители будут брать детей ради материальной выгоды, ранее высказывала председатель комитета Госдумы по вопросам семьи, женщин и детей Елена Мизулина[80].
- Резкие высказывания Астахова неоднократно вызывали большой резонанс в СМИ[81][82][83].

### Отставка и итоги работы на посту омбудсмена
9 сентября 2016 года указом президента РФ освобождён от должности уполномоченного по правам ребёнка по собственному желанию. За время работы П. Астахова в качестве детского омбудсмена:
- Создана система защиты прав детей, в каждом регионе России введена должность уполномоченного по правам ребёнка,[84] тема защиты прав детей-сирот стала одной из главных в федеральной повестке[84][85], ввел мониторинг детских ЧП, транслировавшийся в СМИ[32];
- Проинспектировано 3,5 тыс. детских учреждений во всех 85 регионах России (лично проинспектировал 1248 учреждений). После проверок за 5 лет к ответственности привлечены несколько сотен чиновников, нарушавших права детей[32][86];
- Устроено в семьи несколько десятков тысяч сирот. В 2008 году в России было 186 тыс. детей-сирот, в 2016-м — 61 тыс., то есть в три раза меньше, что было отмечено председателем Правительства России Дмитрием Медведевым[87];
- Принято несколько нормативно-правовых документов в интересах детей-сирот и семей с детьми: стандарты реорганизации детских домов по семейному типу, совершенствование региональных мер поддержки приемных семей, создание специальных счетов для детей из детских домов на более выгодных условиях, совершенствование оказания помощи больным-орфанникам в регионах и др. Создана двухуровневая система сопровождения приёмных семей: школы для будущих приемных родителей, служба сопровождения. Создан банк будущих приемных родителей, в котором на 1 января 2015 г. было зарегистрировано 24,5 тыс. семей[88];
- За счёт системных мер поддержки матерей в период с 2012 по 2016 год на треть сократилось число отказов от новорождённых[89];
- Уволены более 230 руководителей детских учреждений, не справлявшихся со своими обязанностями[90]. Причиной для увольнения могла стать, например, колода карт, найденная в вещах какого-нибудь ребёнка: «Везде, где мы находили в детских учреждениях карты, везде директора были уволены. Отвечаю за свои слова», — заверил Павел Астахов[91];
- Совместно с коллегами из МИД России добился подписания двустороннего соглашения об усыновлении с США, создания Российско-Французской комиссии по разрешению семейных споров, привлёк внимание Финляндии и Норвегии к проблеме отобрания детей из российских семей, проживающих на территории ЕС[92].

## Медийная и литературная деятельность
С 1995 года вёл правовые рубрики в изданиях «Автопилот», «Итоги», «Российская газета» и «Медведь». С 2004 по 2012 год был ведущим первого в России судебного шоу «Час суда» на телеканале РЕН ТВ, представляющего собой имитацию гражданского судебного процесса без прокуроров и адвокатов. Истцов и ответчиков в этом шоу играли актёры, а Астахов исполнял роль мирового судьи.
В 2006—2007 гг. вёл на радио «Сити-FM» программу «Приёмы адвокатской защиты».
С 2008 года стал ведущим общественно-политического ток-шоу «Три угла с Павлом Астаховым» на телеканале РЕН ТВ.
На телеканале «Домашний» в 2009 году выпустил программу об адвокатской практике «Дело Астахова», является также автором и с 20 апреля 2020 года ведущим судебного шоу «По делам несовершеннолетних».
Является автором ряда книг просветительско-правового содержания, а также нескольких романов.
В августе 2007 года давал в Коптевской межрайонной прокуратуре объяснения по поводу своего романа «Рейдер», которую Главное следственное управление при ГУВД Москвы посчитало «клеветнической». По мнению истца, начальника Главного следственного управления (ГСУ) при ГУВД Москвы Ивана Глухова, «в романе Астахова „Рейдер“ содержались „ложные сведения, порочащие честь и достоинство офицеров ГСУ при ГУВД города Москвы, а также репутацию всей правоохранительной системы РФ“». Однако после проверки прокуратура отказалась возбуждать уголовное дело «в связи с отсутствием состава преступления». Позднее Глухов был отправлен в отставку в связи с коррупционным скандалом.
Выступает с публичными лекциями по теме юридической безопасности и борьбы с рейдерством, в которых на примере конкретных ситуаций рассказывает о способах борьбы с рейдерским захватом, нюансах проверок надзорных органов, а также аспектах информационной безопасности в России и за рубежом.
С 2021 года — ведущий программы «Простые чудеса» на телеканале «Спас».

## Доходы
В 2009 году (не будучи на посту омбудсмена) заработал 29,7 млн рублей,
в 2010 — 19,85 млн руб., в 2011 — 29,24 млн,
в 2012 — 19,2 млн,
в 2013 — 38 млн рублей.
В 2014 году заработал 18,1 млн рублей (супруга — 37 млн рублей); на 2014 год с супругой владел одной машиной Porsche Cayenne и тремя Audi, которые, в отличие от «Кайена», находились в собственности супругов с 2009 года.
В 2015 доход составил 13,6 млн рублей.

## Социальная и благотворительная деятельность
- Во время работы уполномоченным по правам ребёнка организовал множество акций: по поддержке малоимущих многодетных семей «Продукты — в помощь маме», открытию библиотек при больницах, поддержке семей с детьми-инвалидами «Школа для родителей детей с хроническими прогрессирующими заболеваниями», оказанию помощи детям в горячих точках и многое др.[110][111][112]
- Участвовал в седьмой молодежной арктической экспедиции (2014 год).[113]
- По инициативе Астахова и всемирно известного оперного певца Дмитрия Хворостовского было проведено несколько благотворительных концертов «Дмитрий Хворостовский и друзья — детям» (в том числе в Большом театре, Кремлёвском дворце), на сборы от которых 112 детей из числа подопечных Русфонда получили лечение[114][115][116][117].
- Вносит большой вклад в сохранение наследия и увековечивание памяти Д. Хворостовского. Стал инициатором создания бюста Хворостовского, установленного в театре Геликон-опера в годовщину смерти певца[118].

## Семья
Женат с 1987 года.
Супруга, Светлана Александровна Астахова (род. 13 сентября 1968 года) — генеральный продюсер нескольких телепрограмм своего мужа: «Час суда», «Три угла», «Дело Астахова», также много лет работала руководителем по связям с общественностью в коллегии адвокатов Астахова.
Имеет трёх сыновей и пять внуков.
 21 ноября 2022 года один из сыновей, Антон Астахов был приговорен Фрунзенским районным судом г. Саратова к 3,5 года колонии общего режима по части 4 статьи 159 УК РФ (мошенничество, совершенное организованной группой либо в особо крупном размере). По версии следователей, Антон Астахов совершил хищение 75 миллионов рублей у саратовского НВКбанка. Впоследствии выяснилось, что на тот момент сами потерпевшие собственники банка похитили из него более 1 млрд рублей.

## Санкции
С 18 июня 2021 года находится под персональными санкциями Украины. После российского вторжения на Украину, внесён ФБК в список коррупционеров и разжигателей войны так как он «публично поддерживал агрессию России против Украины, активно распространял информацию, оправдывающую развязывание агрессивной войны».

## Награды

### Государственные, ведомственные и региональные
- Орден Почёта (3 мая 2012)[9].
- Наградной пистолет ПМ — (Министерство внутренних дел Российской Федерации, 14 ноября 2011) — за оказание активной помощи органам внутренних дел в их деятельности[127].
- Памятная медаль следственного комитета «300 лет первой следственной канцелярии России» — за принципиальную позицию в деле защиты прав детей[128][129].
- Медаль «За содружество во имя спасения» МЧС России[130].
- Орден Почёта Кузбасса (Кемеровская область, 2013)[131].
- Почётный гражданин Кемеровской области[132].
- Медаль «За заслуги перед Чеченской Республикой» (Чеченская Республика, 2013)[133].
- Орден «Ключ дружбы» (Кемеровская область)[134].
- Орден «За заслуги перед Республикой Башкортостан» (Башкортостан, 2014)[135].
- «Медаль за заслуги перед здравоохранением»[136].
- Медаль «За заслуги» ФССП[137].
- Почётная грамота Президента Российской Федерации (25 сентября 2014) — за значительный вклад в организацию и проведение VII Молодёжной полярной экспедиции «На лыжах — к Северному полюсу!»[138].
- Звание «Почётный гражданин Республики Калмыкия» (18 июля 2014)[139].
- Орден «Томская слава» (26 декабря 2014) — за большой вклад в создание системы защиты прав детей Томской области[140].
- Знак отличия «За заслуги перед Новосибирской областью» (13 февраля 2015) — за выдающиеся достижения, направленные на укрепление законности, правопорядка и общественной безопасности Новосибирской области
- Медаль «За заслуги перед Ставропольским краем» (27 февраля 2015)[141].
- Медаль «За заслуги перед Калининградской областью» (11 марта 2015) — за вклад в защиту интересов детей Калининградской области[142][143][144][145][146].
- Юбилейная медаль «Во славу Липецкой области» (13 марта 2015)[147].
- Медаль «За особые заслуги перед Калужской областью» II степени (16 июля 2015) — за большой личный вклад в становление и развитие института защиты прав и интересов детей на территории Калужской области
- Орден «За заслуги перед Кабардино-Балкарской Республикой» (7 сентября 2015) — за личный вклад в становление и развитие института защиты прав и интересов детей[148].
- Медаль Покрышкина (12 января 2016) — за доблестное служение Отечеству, активное участие в военно-патриотическом воспитании граждан
- Юбилейная медаль «В память 70-летия Победы в Великой Отечественной Войне» (Калужская область, 14 апреля 2016) — за большой вклад в патриотическое воспитание подрастающего поколения
- Орден «Дуслык» (Татарстан, 2016)[149].
- Орден «За верность долгу» (Республика Крым, 2016)[150].
- Заслуженный юрист Российской Федерации (1 марта 2024)[10][151].

### Корпоративные
- Знак Гильдии российских адвокатов «Почётный адвокат России» (2001) за «заслуги в правозащитной деятельности»[17][152].

### Литературные
- Лауреат литературного форума «Золотой Витязь» 2019 года (с книгой «Простые чудеса»)[153].

### Премии
- Лауреат Международной премии медиахолдинга РБК «Персона года» за 2005 год в номинации «За повышение правовой культуры населения»[17][154].
- Лауреат Национальной премии Российской академии бизнеса и предпринимательства «Россиянин года» за 2007 год в номинации «Российский адвокат»[17][155].
- Телепрограмма «Час суда с Павлом Астаховым» стала лауреатом Высшей юридической премии Московского клуба юристов «Фемида» за 2004 год в номинации «Право и средства массовой информации»[156]. Сам Астахов лауреатом премии «Фемида» не является, хотя на сайте Коллегии адвокатов Павла Астахова[157] и в биографии Астахова на официальном сайте Общественной палаты Российской Федерации[17] ошибочно указано, что он лауреат данной премии.
- Нижегородские депутаты 24 апреля присвоили уполномоченному при президенте Российской Федерации по правам ребёнка Павлу Астахову почётное звание Нижегородской области «Лауреат премии Минина и Пожарского»[158].

## Научные звания и преподавание
В 2002 году защитил кандидатскую диссертацию на тему «Динамика разрешения юридических конфликтов». В 2006 году защитил диссертацию на степень доктора юридических наук по теме «Юридические конфликты и современные формы их разрешения (теоретико-правовое-исследование)».
- Почётный доктор Нижегородского государственного педагогического университета имени Кузьмы Минина[160], Северного (Арктического) федерального университета[161], Донского государственного технического университета[162].
- Почётный доктор Российского государственного социального университета (28 октября 2014)[163].
- Почётный профессор Башкирского государственного университета[164] (ныне Уфимский университет науки и технологий), Астраханского государственного университета[165], Волгоградского государственного социально-педагогического университета[166], Московского государственного областного университета[167].

### Некорректные заимствования в диссертации
В 2013 году в докторской диссертации П. Астахова активистами сообщества «Диссернет» были выявлены некорректные заимствования.
Экспертиза Российской Государственной Библиотеки также подтвердила факт списывания, однако позже пресс-служба РГБ сообщила, что экспертиза не была официальной.
В пресс-службе Павла Астахова ответили, что подобные заключения вправе давать только эксперты Высшей аттестационной комиссии (ВАК), а докторская диссертация Астахова «является оригинальным научным трудом более чем на 80%». Попадание заимствований в докторскую диссертацию пресс-служба объяснила тем, что ряд упоминаемых работ, выполненных после 2002 года, были скопированы из его же кандидатской диссертации и при более позднем упоминании этих же сведений в докторской диссертации автоматически попали в список заимствований.
В связи с возникшей ситуацией Общество научных работников опубликовало заявление, в котором выразило «возмущение непоследовательной позицией библиотеки» и предположило, что «она стала следствием серьёзного административного давления на руководство РГБ». По мнению членов Совета ОНР

Ситуация с диссертацией П. А. Астахова ещё раз подтвердила необходимость немедленной отмены трехлетнего срока рассмотрения заявлений о лишении ранее присвоенных ученых степеней.<...> К недобросовестным заимствованиям и фальсификации диссертаций понятие срока давности неприменимо.
— Заявление Совета ОНР о ситуации, связанной с диссертацией П. А. Астахова и проверкой ее Российской государственной библиотекой

## Фильмография
- В 2002 году Астахов снялся в фильме «Спартак и Калашников» о проблемах беспризорников.
- В 2011 году по роману «Рейдер» был снят одноимённый художественный фильм.
- 2023 год — фильм «Содом. Кара Господня»[179]
- 2023 — «С чего начинается Родина»[180]
- 2023 — «Чудо на фронте»[181]
- 2024 — «Всемирный потоп. В поисках Ноева ковчега»[182].
- 2024 — «Плевако» — Одоевский, судья

## Книги
Юридическая литература
- П. А. Астахов. Противодействие рейдерским захватам. — М.: Эксмо, 2007. — 240 с.
- П. А. Астахов. Справочник журналиста и руководителя средства массовой информации (учредителя, издателя, главного редактора). Все юридические аспекты деятельности. — М.: Эксмо, 2008. — 336 с.
- П. А. Астахов. Большая правовая энциклопедия. — М. : Эксмо, 2010. — 976 с.
- Астахов П., Кирьянов В. Главный автоинспектор и народный адвокат о ПДД, штрафах и других актуальных вопросах, волнующих всех автомобилистов страны. — М.: Эксмо, 2009. — 416 с. — (Диалоги с Главным). — 10 000 экз. — ISBN 978-5-699-21030-5.
- Астахов П. Как возместить моральный ущерб и причиненный здоровью вред. — М.: Компания Класс Юнитекс, 2005. — 272 с. — (Час суда). — 30 000 экз. — ISBN 5-94463-137-6.
- Астахов П. Права потребителя. Юридическая помощь с вершины адвокатского профессионализма. — М.: Эксмо, 2011. — 272 с. — (Ваш адвокат - Павел Астахов). — 3000 экз. — ISBN 978-5-699-49618-1.
- Астахов П., Парфенчиков А. Долговая яма. Главный судебный пристав и народный адвокат об исполнении судебных решений в России. — М.: Эксмо, 2010. — 288 с. — (Главные о главном). — 4000 экз. — ISBN 978-5-699-37792-3.
- Астахов П. Правописные истины, или Левосудие для всех.. — 3. — М.: Эксмо, 2021. — 320 с. — ISBN 978-5-04-111448-0.

Художественная литература
- Астахов П. Рейдер. — М.: Эксмо, 2008. — 480 с. — (Астахов. Адвокатские романы). — 50 000 экз. — ISBN 978-5-699-27924-1.
- Астахов П. Мэр. — М.: Эксмо, 2007. — 480 с. — (Астахов. Адвокатские романы). — ISBN 978-5-699-25015-8.
- Астахов П. Шпион. — М.: Эксмо, 2008. — 384 с. — (Астахов. Адвокатские романы). — 100 000 экз. — ISBN 978-5-699-28265-4.
- Астахов П. Продюсер. — М.: Эксмо, 2009. — 432 с. — (Астахов. Адвокатские романы). — 100 000 экз. — ISBN 978-5-699-33491-9.
- Астахов П. Квартира. — М.: Эксмо, 2010. — 480 с. — (Астахов. Адвокатские романы). — 17 000 экз. — ISBN 978-5-699-43044-4.
- Астахов П. Рейдер 2. — М.: Эксмо, 2011. — 352 с. — (Астахов. Адвокатские романы). — 25 000 экз. — ISBN 978-5-699-52343-6.
- Астахов П. Невеста. — М.: Эксмо, 2012. — 352 с. — (Астахов. Адвокатские романы). — 7000 экз. — ISBN 978-5-699-56074-5.
- Астахов П. Волонтёр. — М.: Эксмо, 2015. — 384 с. — (Астахов. Адвокатские романы). — 10 000 экз. — ISBN 978-5-699-80684-3.
- Астахов П. Киллер. — М.: Эксмо, 2016. — 384 с. — (Астахов. Адвокатские романы). — 7000 экз. — ISBN 978-5-699-87461-3.
- Астахов П. Сеть. — М.: Эксмо, 2017. — 416 с. — (Астахов. Современный российский детектив). — 7000 экз. — ISBN 978-5-699-98527-2.
- Астахов П. Простые чудеса. — М.: Эксмо, 2018. — ISBN 978-5-04-103558-7.
- Астахов П. Инвестор. — М.: Эксмо, 2019. — 352 с. — 3000 экз. — ISBN 978-5-04-103558-7.
- Астахов П. Орден Власти. Детектив с зашифрованным кодом, позволяющим выиграть драгоценный артефакт. — М.: Эксмо, 2020. — 352 с. — 4000 экз. — ISBN 978-5-04-109791-2.
- Астахов П. Наследники. — М.: Эксмо, 2021. — 352 с. — ISBN 978-5-04-118308-0.
- Астахов П. Судья. Тайная сторона правосудия. — М.: Эксмо, 2021. — 320 с. — 3000 экз. — ISBN 978-5-04-120514-0.
- Астахов П. Класс. — М.: Эксмо, 2022. — 352 с. — ISBN 978-5-04-167792-3.
- Астахов П. Спасатель. — М.: Эксмо, 2023. — 320 с. — 3000 экз. — ISBN 978-5-04-172866-3.
- Астахов П. Простые чудеса. — М.: Сретенский ставропигиальный мужской монастырь, 2023. — 480 с. — ISBN 978-5-7533-1783-4.

Романы в соавторстве
- Устинова Т., Астахов П. Я - судья. Божий дар. — М.: Эксмо, 2010. — 352 с. — (Я - судья. Романы Т. Устиновой и П. Астахова). — 150 000 экз. — ISBN 978-5-699-42600-3.
- Устинова Т., Астахов П. Я — судья. Кредит доверчивости. — М.: Эксмо, 2012. — 352 с. — (Я — судья. Романы Т. Устиновой и П. Астахова). — 40 000 экз. — ISBN 978-5-699-53463-0.
- Устинова Т., Астахов П. Красотка. — М.: Эксмо, 2021. — 288 с. — (Дела судебные). — 3000 экз. — ISBN 978-5-04-101977-8.
- Татьяна Устинова, Павел Астахов. Мини-модель. — М.: Эксмо, 2021. — 320 с. — ISBN 978-5-04-153951-1.
- Татьяна Устинова, Павел Астахов. Чудо-пилюли. — М.: Эксмо, 2021. — 288 с. — ISBN 978-5-04-120558-4.
- Устинова Т., Астахов П. Шок-школа. — М.: Эксмо, 2021. — 288 с. — 3000 экз. — ISBN 978-5-04-117583-2.
- Устинова Т., Астахов П. Божий дар. — М.: Эксмо, 2020. — 2500 экз. — ISBN 978-5-04-104587-6.
- Устинова Т., Астахов П. Жилье по обману. — М.: Эксмо, 2020. — 288 с. — 14 000 экз. — ISBN 978-5-04-110210-4.
- Устинова Т., Астахов П. ДНК гения. — М.: Эксмо, 2021. — 288 с. — 3000 экз. — ISBN 978-5-04-107440-1.
- Устинова Т., Астахов П. По ЗОЖу сердца. — М.: Эксмо, 2021. — 320 с. — 2000 экз. — ISBN 978-5-04-115474-5.
- Устинова Т., Астахов П. Мини-модель. — М.: Эксмо, 2021. — 320 с. — ISBN 978-5-04-153951-1.
- Устинова Т., Астахов П. Оплаченный диагноз. — М.: Эксмо, 2022. — 320 с. — ISBN 978-5-04-157250-1.
- Устинова Т., Астахов П. Дочки-матери. — М.: Эксмо, 2023. — 230 с. — ISBN 978-5-04-180215-8.
- Устинова Т., Астахов П. Пленница. — М.: Эксмо, 2023. — 320 с. — ISBN 978-5-04-184253-6.
- Устинова Т., Астахов П. Квартира в раю. — М.: Эксмо, 2023. — 320 с. — ISBN 978-5-04-189048-3.
- Устинова Т., Астахов П. Королева блогосферы. — М.: Эксмо, 2024. — 320 с. — ISBN 978-5-04-198310-9.

Учебная литература
- Астахов П. Я и государство. — М.: Эксмо, 2011. — 80 с. — (Детям о праве). — 3000 экз. — ISBN 978-5-699-35986-8.
- Астахов П. Я и семья. — М.: Эксмо, 2009. — 80 с. — (Детям о праве). — 16 000 экз. — ISBN 978-5-699-35990-5.
- Астахов П. Я и улица. — М.: Эксмо, 2009. — 96 с. — (Детям о праве). — 16 000 экз. — ISBN 978-5-699-35991-2.
- Астахов П. Я и школа. — М.: Эксмо, 2012. — 96 с. — (Детям о праве). — 3000 экз. — ISBN 978-5-699-53122-6.
- Астахов П. Будет по-моему. Убеждай и побеждай. — М.: Эксмо, 2020. — 336 с. — (Астахов Павел: книги известного адвоката). — 3000 экз. — ISBN 978-5-04-110927-1.